# Adzáneni
Adzáneni (Azáneni, Adyáneni, Tatú-tapúya, Tatu-Tapuia), pleme ili skupina Arawakan Indijanaca s gornjeg toka rijeke Issane ili Içana u brazilskoj državi Amazonas. Njihov plemenski simbol je veliki armadillo ili tatu, po čemu se nazivaju i Tatú-tapúya. Govore dijalektom (ili jezikom) carútana, ili, prema (Nimuendajú (1950) coripaco (curripaco), kojima pripadaju zajedno s Pakú-tapúya, Kuatí-tapúya ili Coatí-tapuya, Tapiíra-tapúya, Ipéka-tapúya ili Pato-tapúya i Yawareté-tapúya i dio su šire skupine Baníwa do Içana.